# Ernst Lenßen
Ernst Lenßen, auch Lenssen, (* 28. Februar 1837 in Rheydt; † nach 1898) war ein deutscher Chemiker.
Lenßen war 1853 bis 1857 Assistent von Carl Remigius Fresenius in dessen 1848 gegründetem Labor in Wiesbaden. Danach war er Chemiker in Fabriken in Crefeld und Hannover und ab 1859 in der Aktiengesellschaft für Druck und Appretur in Mönchengladbach. Er wohnte in Rheydt.
Lenßen baute das Triadensystem der Anordnung chemischer Elemente (ein früher Vorläufer des Periodensystems) von Johann Wolfgang Döbereiner aus. Er veröffentlichte dazu 1857, als er an einem Landwirtschaftsinstitut in Wiesbaden war. Er ordnete die 58 damals bekannten Elemente in 20 Triaden ein und diese Triaden (Gruppen aus drei Elementen) außerdem in 7 Supergruppen (Enneaden). In einer Supergruppe waren drei Triaden, wobei der Mittelwert der Atomgewichte der mittleren Triade in etwa in der Mitte zwischen den Mittelwerten der anderen beiden Triaden lag. Er machte auch Vorhersagen über bis dahin nicht entdeckte neue Elemente, so sagte er die Atomgewichte von Erbium und Terbium vorher.
In einem weiteren Aufsatz führte er auch Farbeigenschaften von Elementen und deren Oxiden auf seine Triadenlehre zurück. Zum Beispiel zeigt sich nach Lenßen bei der Verbrennung von Barium eine grüne Flammenfarbe (blaugelb), bei Strontium bläulichrot, bei Calcium gelblichrot, die Addition der Farben ergibt weiß. Entsprechend fand er auch bei anderen Triaden Gesetze, die auf Farblosigkeit oder weiße Farben führten. Er erwähnte auch, dass die Triaden auch bei spezifischen Gewichten und Wärmekapazität Gesetzmäßigkeiten erklären würden, über die er noch veröffentlichen würde.
1860 veröffentlichte er über die Analyse des Wassers der Solequelle Egestorffshall (Journal für praktische Chemie, Band 80, S. 407). Er veröffentlichte auch Arbeiten über analytische Chemie.